# مارسيل ريس
مارسيل ريس (بالإنجليزية: Marcel Reece)‏ هو لاعب كرة قدم أمريكية أمريكي، ولد في 23 يونيو 1985 في إنغليووود في الولايات المتحدة.

## وصلات خارجية
- مارسيل ريس على موقع إي إس بي إن.كوم (أن.أف.أل)3
- مارسيل ريس على موقع مرجع كرة القدم المحترفة.كوم (الإنجليزية)
- مارسيل ريس على موقع كلية كرة القدم في سبورتس رفرنس.كوم (الإنجليزية)